# Лёд и пламя (повесть)
«Лёд и пламя» (англ. Frost & Fire) — короткая фантастическая повесть американского писателя Рэя Брэдбери. Написана в 1946 году, впервые опубликована в журнале «Planet Stories» (Fall, 1946) под названием «The Creatures That Time Forgot». Вошла в авторский сборник «Р — значит ракета» (R is for Rocket) 1962 года.
В этой повести писатель создал оригинальный и запоминающийся фантастический мир на планете, напоминающей Меркурий. Мэтт Уильямс упомянул повесть в статье, посвящённой его гипотетической колонизации. В 1983 году вышел короткометражный фильм Quest, снятый по мотивам повести, режиссёры Elaine и Сол Басс. В 1985 году опубликована в формате графического романа, третья в серии DC Science Fiction Graphic Novel Клауса Дженсона.

## Описание сюжета
Небольшое племя людей пытается выжить на далёкой планете. Большую часть суток людям приходится прятаться в пещерах, поскольку днём стоит испепеляющая жара, ночью — убийственный мороз. Только утром и вечером можно выйти наружу, за это время успевают вырасти и созреть растения. Из-за чудовищной радиации звезды человеческая жизнь, от рождения до смерти от старости длится всего лишь восемь суток, все жизненные процессы: мышление, сердцебиение, обмен веществ протекают с огромной скоростью. Кроме того у людей развивается телепатия и наследственная память.
Главный герой повести Сим знакомится с девушкой Лайт и благодаря телепатии понимает, что она станет его спутницей жизни. Но у него появляется враг и соперник, его ровесник Кайон. После смерти от старости родителей Сим, благодаря наследственной памяти вспоминает о прибытии людей на планету, космические корабли разбились о её поверхность, их обломки были смыты бурными потоками. Но один корабль, приземлившийся на вершине горы, уцелел. Сим понимает, что не успеет до него добраться, погибнув или от жары или от холода и находит группу учёных. Старший учёный Дайнк говорит Симу: «Если ты останешься, все твоё время уйдет только на то, чтобы трудиться, стариться и умереть за работой. Правда, ты будешь делать доброе дело». Сим решает остаться. Учёные объясняют новичку, что им не удалось найти защиту для тех, кто хотел добраться до корабля. В далёком будущем людям, возможно, удастся изготовить охлаждаемый водой панцирь, который защитит человека на пути к кораблю. Но значительную часть жизни учёного занимает обучение, а за короткий период деятельности учёные почти ничего не успевают.
Утром в пещеру учёных прибегает Лайт и сообщает Симу, что Кайон и его друзья зовут Сима на войну с обитателями чёрных скал. Особая порода этих скал ослабляет радиацию, и их обитатели живут не восемь, а одиннадцать суток. Однако эти пещеры меньше пещер сородичей Сима, они могут вместить лишь около трёхсот человек. Уже много раз сородичи Сима вступали в войну с обитателями чёрных скал. Сим прощается с учёными, он решает добраться до корабля, так как чёрные скалы расположены к нему ближе.
Отряд смельчаков бросается в атаку, но жители чёрных скал встречают их градом камней. Часть нападавших погибает, выжившие решают отступить — скоро взойдёт солнце. Кайон ранит Сима в ногу и предлагает Лайт бежать с ним, но Лайт отказывается и остаётся с раненым Симом. Кайон убегает, а Сим обращается к жителям чёрных скал, насмешками и руганью вызывает их на бой. Богатырь Нхой принимает вызов Сима, обещая что позаботится о Лайт после гибели Сима. Герои вступают в бой, бросая в друг друга камни. Искусный боец Нхой скашивает Сима, но тот отчаянным броском камня повреждает ему глаз. Восходит солнце, бойцы терпят жару, ожидая смерти противника. Лайт остаётся смотреть за боем, все зрители прячутся по пещерам. Нхой не выдерживает и падает. Сим приходит в себя в пещере погибшего Нхоя, куда их с Лайт успели втащить обитатели чёрных скал. Сим чувствует как его жизненные процессы несколько замедляются под защитой скал.
Вечером Сим и Лайт отправляются в отчаянный забег к кораблю. Вечерний ливень образует новые потоки. Сим и Лайт бросаются в одну из рек, надеясь что течение вынесет их к кораблю. Борясь с усталостью и подступающим ледяным холодом, герои добираются до звездолёта. На грани смерти Сим находит люк и втаскивает Лайт в корабль. Сим чувствует что умирает, все его жизненные процессы резко замедляются, так как корпус корабля не пропускает радиацию. Проходит четыре дня, Сим приходит в себя и видит по-прежнему молодую и прекрасную Лайт. Благодаря наследственной памяти Сим понимает принципы работы корабельных устройств. Заглянув в прошлое он видит, что война привела людей на эту планету. Командир успел посадить корабль на вершину горы, а сам умер.
Сим решает спасти своё племя. С помощью теплового луча он выжигает русло от корабля к скалам, где живут его сородичи, с тем расчётом, чтобы люди смогли по получившейся реке добраться до корабля. Затем он изменяет наводку устройства луча, так чтобы его пламя протянулось до скал, что позволит ему бежать рядом с пламенем и не замёрзнуть насмерть. Вернувшись к сородичам, Сим встречает свою сестру Дак, превратившуюся в старуху. Один из стариков призывает убить Сима, принимая его за демона, и бросает в него камень, но умирает, сражённый апоплексическим ударом. Дак говорит, что это был Кайон.
Люди решают отправиться к кораблю. Половина гибнет в пути, но оставшиеся добираются до цели, осваивают управление и во главе с Симом улетают с этой негостеприимной планеты. Лайт говорит Симу, что ей приснился кошмар о планете, где люди живут всего восемь дней, Сим просит её забыть об этом, поскольку люди не могут выжить в таких условиях.